# دایان بیکر

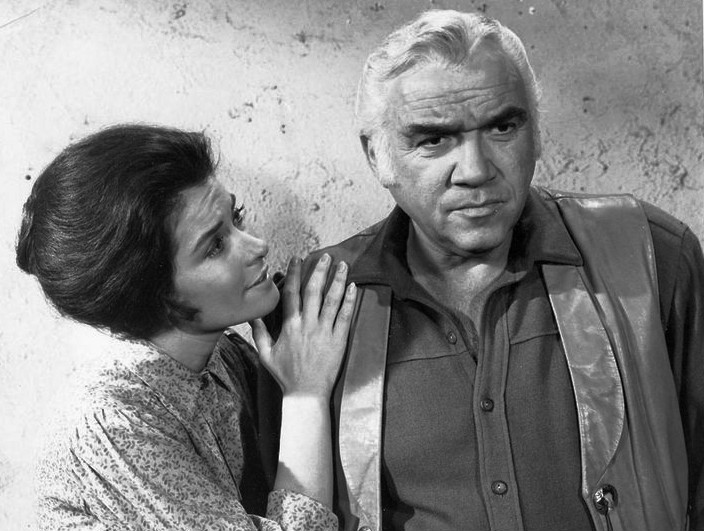

دایان بیکر (انگلیسی: Diane Baker؛ زادهٔ ۲۵ فوریهٔ ۱۹۳۸) هنرپیشه و تهیه‌کننده اهل آمریکا است. وی از سال ۱۹۵۹ میلادی تاکنون مشغول فعالیت بوده‌است.
از فیلم‌ها یا برنامه‌های تلویزیونی که وی در آن نقش داشته‌است می‌توان به سفر به مرکز زمین، مارنی، سکوت بره‌ها، پسر کابلی، شجاعت در زیر آتش، ۳۰۰ اسپارتان و اسب در کت و شلوار فلانل خاکستری اشاره کرد.